# Søren Dietz
 Der er for få eller ingen kildehenvisninger i denne artikel, hvilket er et problem. Du kan hjælpe ved at angive troværdige kilder til de påstande, som fremføres i artiklen.

Søren Dietz (født 6. oktober 1940) er adjungeret professor på Københavns Universitet under Institut for Tværkulturelle og Regionale Studier (ToRS)
Tidligere beskæftigelser:
- Direktør i Dansk Institut i Athen fra 1992-1997.
- Direktør for Ny Carlsberg Glyptotek fra 1998-2002.
- Leder af Center for middelhavslandenes Arkæologi ved Nationalmuseet fra 1997-1998
- Overinspektør ved Nationalmuseet (indtil 1990)
- Har været inspektør ved Antiksamlingen med særligt ansvar for middelhavslandene og den nære Orient ved Nationalmuseet (fra 1969)